# Königsplatz (München)
Der Königsplatz ist ein Platz im Münchner Stadtteil Maxvorstadt, der zum Gesamtensemble der Brienner Straße gehört, der ersten Prachtstraße Münchens. Der Platz im Stil des europäischen Klassizismus ist ein Zentrum kulturellen Lebens und gilt als eines der Hauptwerke des ludovizianischen „Isar-Athen“.

## Beschreibung

### Lage
Der Königsplatz liegt im dritten Viertel der Brienner Straße im Süden der Maxvorstadt. Er ist der vierte und letzte Platz im Gesamtensemble Brienner Straße. Im Osten trennt er die Katharina-von-Bora-Straße von der Arcisstraße, im Westen wird der Königsplatz von der Luisenstraße begrenzt.

### Geschichte

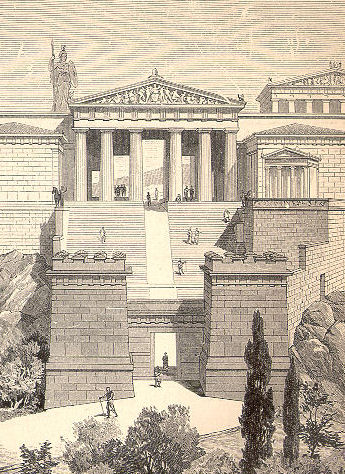
Propyläen von Athen, Vorbild für München (Rekonstruktionszeichnung)

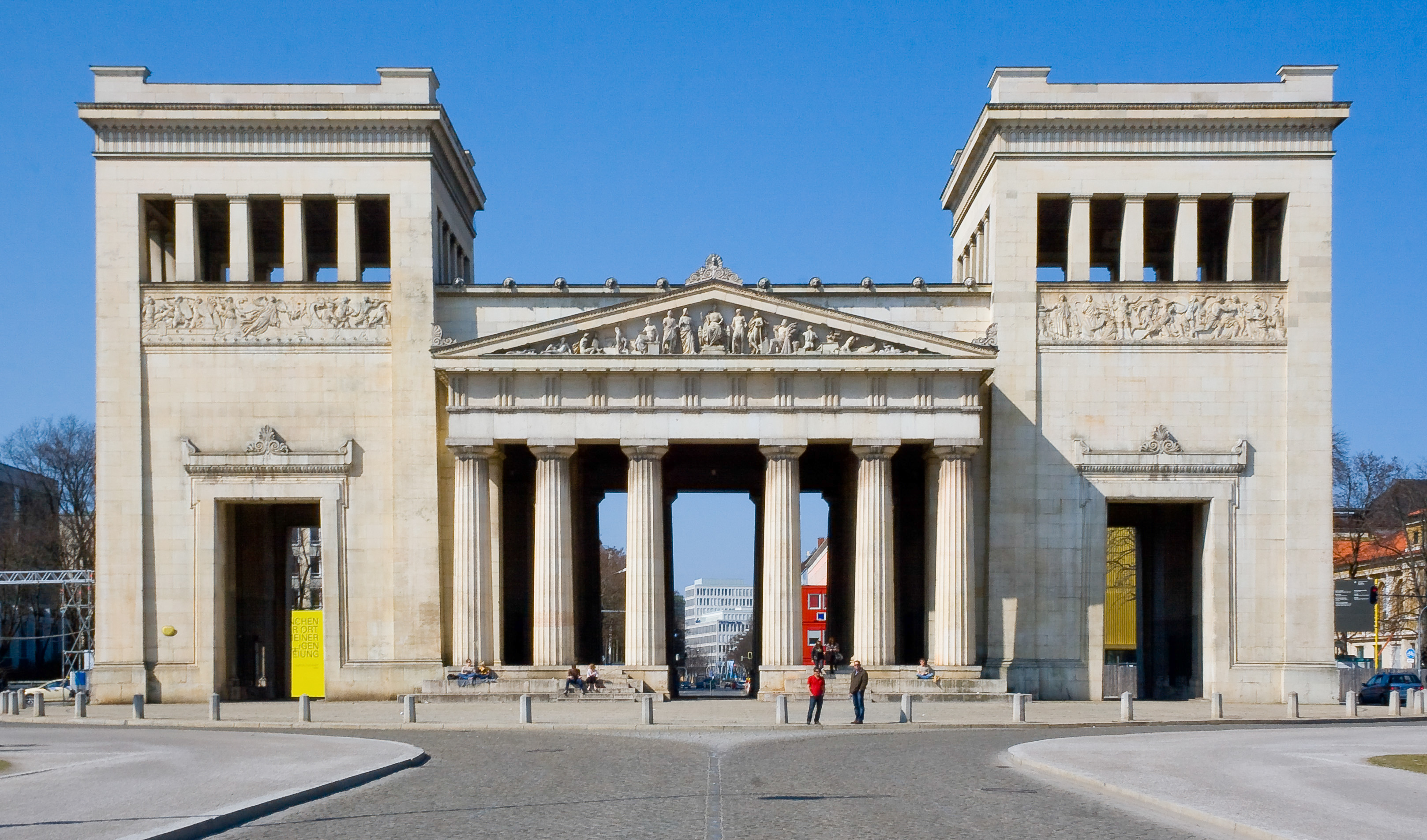
Propyläen auf der Westseite des Königsplatzes

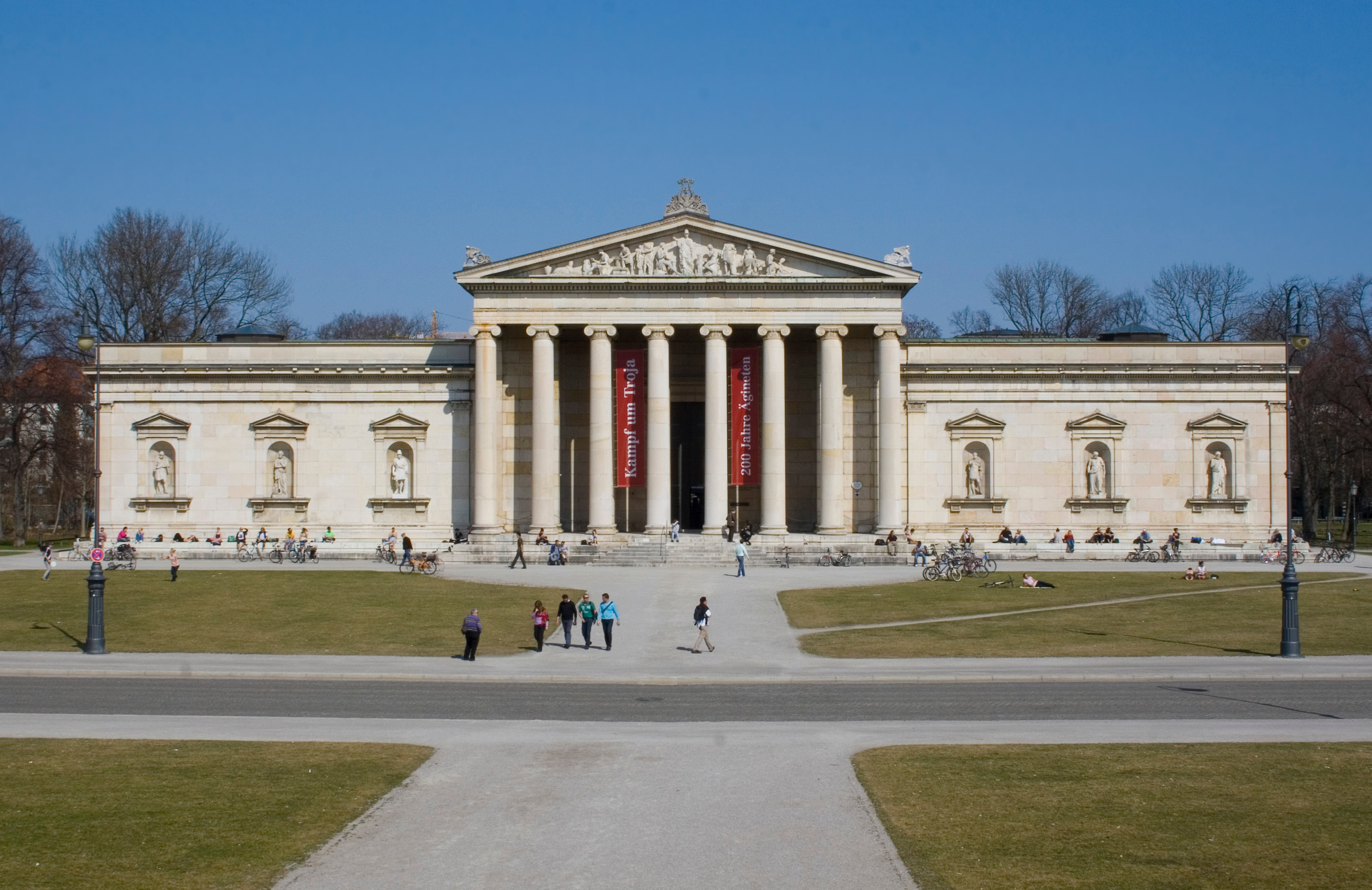
Glyptothek auf der Nordseite des Königsplatzes

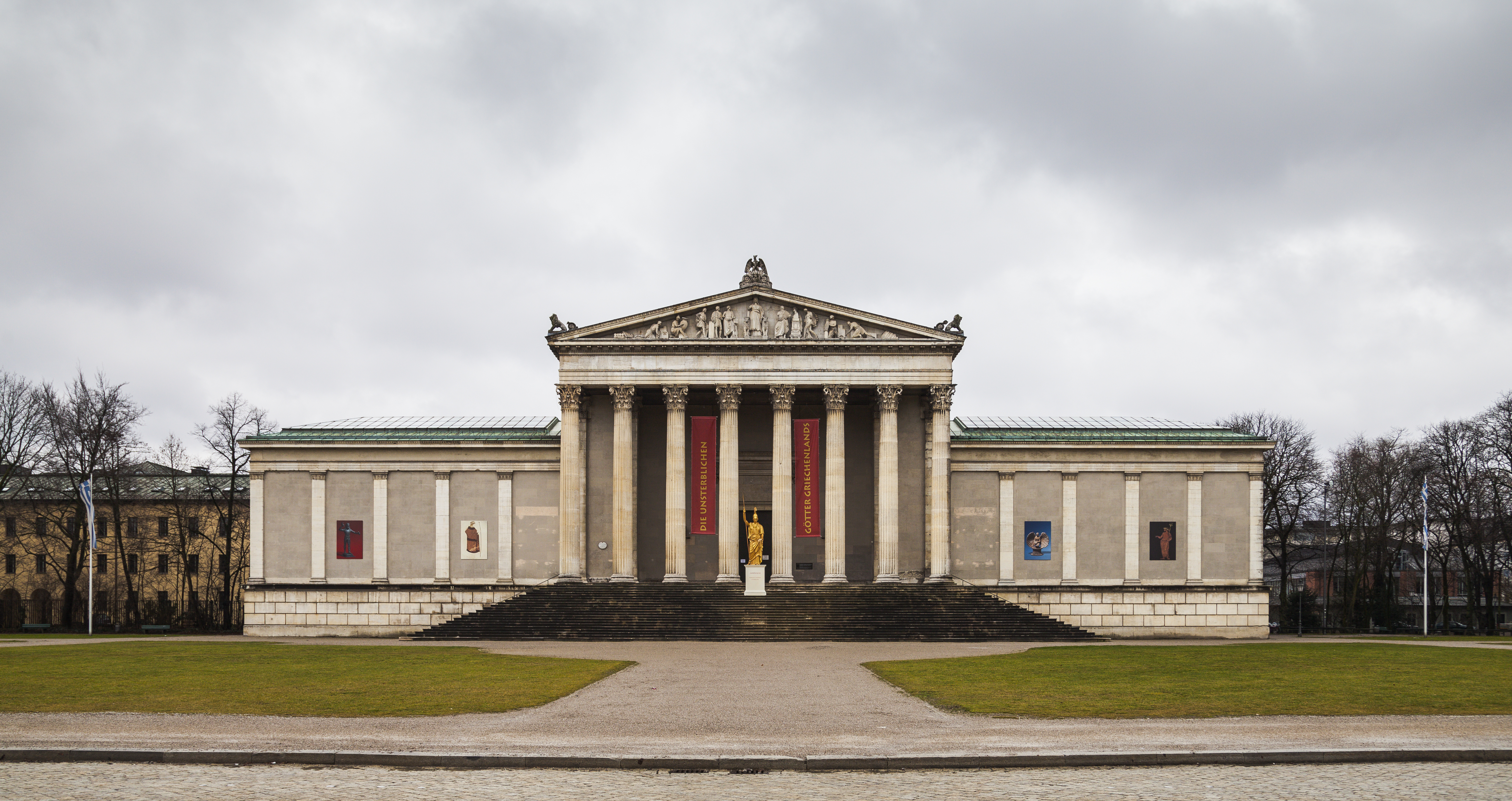
Staatliche Antikensammlungen auf der Südseite des Königsplatzes

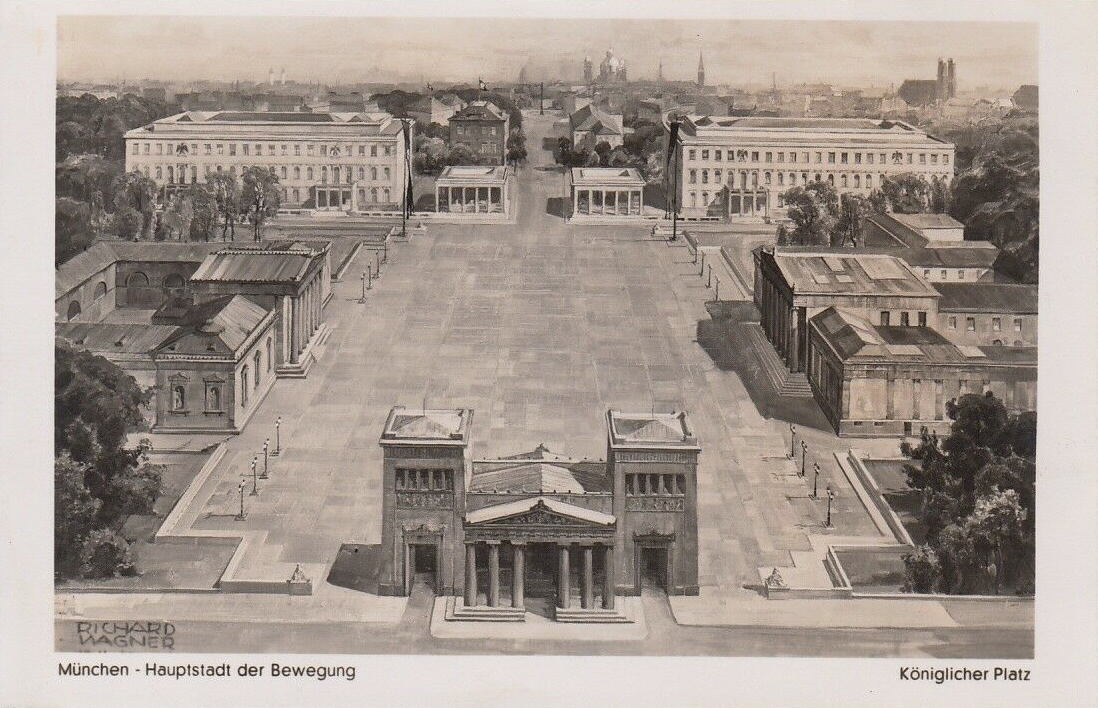
Königlicher Platz mit Führerbau (oben links), Ehrentempeln (oben Mitte) und Verwaltungsbau (oben rechts) während der NS-Zeit

#### Beginn durch Karl von Fischer
Die Geschichte des Königsplatzes ist eng mit der der Brienner Straße verknüpft. Karl von Fischer, der im Auftrag des damaligen Kronprinzen und späteren Königs Ludwig I. zusammen mit Friedrich Ludwig Sckell den ehemaligen Fürstenweg von der Münchner Residenz zum Schloss Nymphenburg zur Pracht- und Hauptstraße Brienner Straße ausbaute, versuchte den starren Rasterplan der Maxvorstadt durch Plätze aufzubrechen, die er an Stellen, an denen quer einfallende Straßen auf den Fürstenweg zuliefen, projektierte.
Den Königsplatz konzipierte Karl von Fischer nach dem Vorbild der Akropolis in Athen. Klassische Strenge sollte in lebendiges Grün eingebettet werden und so den städtebaulichen Vorstellungen Ludwigs I. entsprechen, der kulturelles Leben, bürgerliche Ideale, katholisches Christentum, königliche Verwaltung und Militär gemeinsam in Grün eingebettet sehen wollte. Insofern gehört der Königsplatz zu einem Ensemble, das mit der Abtei St. Bonifaz beginnt und über den Königsplatz zu den Pinakotheken läuft, wo sein Leibregiment in der Türkenkaserne zu einer Einheit wuchs.
Um einen mit Tempeln umstandenen Platz zu schaffen, erweiterte Karl von Fischer die Brienner Straße. Dabei war kein Straßenkreuz die Grundlage für den Platz; die sich kreuzenden Straßen verlegte Fischer an die Ränder des Platzes, die ihn dadurch begrenzten und den Raum eigenständig machten. Fischers Konzept sah an den Längsseiten zwei etwa 200 Meter lange Tempelbauten unmittelbar an den Platzkanten der Wohnbebauung vor. Die starre Symmetrie sollten Rasen und Bäume aufheben. Dieses Konzept wurde aber nur teilweise realisiert.

#### Vollendung durch Leo von Klenze
Nachdem Leo von Klenze den Auftrag zur Ausführung des Königsplatzes erhalten hatte, behielt er die Grundkonzeption Karl von Fischers bei. Seine Glyptothek korrespondiert mit der Antikensammlung, die Georg Friedrich Ziebland entwarf. An der Kreuzung Brienner Straße mit der damaligen Arcisstraße hatte Karl von Fischer bereits kleine Wohnbauten, die architektonisch der palaisorientierten Bebauung der Brienner Straße mit freistehenden, im Grundriss quadratisch wirkenden Gebäuden, entsprachen, den östlichen Abschluss des Königsplatzes verwirklicht.
Als Abschluss wurden durch Leo von Klenze im Westen die Propyläen errichtet, die in der Thematik dem Propylon, dem Torbau der Athener Akropolis folgen. Das Denkmal ist dem griechischen Freiheitskampf gewidmet. Klenze hat an den Münchner Propyläen im Rahmen des Klassizismus auch einen eigenen Formenkanon verwirklicht, der auch ägyptische Einflüsse hat. Der Giebelschmuck thematisiert den griechischen Freiheitskampf (1821–1829), im Gebäude tragen Tafeln die Namen griechischer Freiheitskämpfer. Die Propyläen nehmen der Brienner Straße ihren durchgehenden Charakter, ähnlich dem Karolinenplatz. Da zum Realisierungszeitpunkt die Umgebung noch freies Gelände war, übernahmen die Propyläen zugleich die (symbolische) Funktion eines Stadttores. Somit wurde der Königplatz eine Oase städtebaulicher Ruhe. Wesentlich für die Wirkung der Bauwerke und ihr Zusammenspiel sind die seitlichen Neigungen des Platzes. Er steigt von der zentralen Straße zu den seitlichen Gebäuden leicht an. Diese geringe Neigung genügt, um den Eindruck von antiken Tempelanlagen, die stets auf Anhöhen und Hügeln errichtet wurden, zu erzeugen. Der Königsplatz sollte keinen bestimmten Sachzweck erfüllen oder einer Herrschaftsinszenierung dienen, sondern einzig der Antike mit ihrer Ästhetik und ihren Idealen, wie sie Ludwig I. verstand, nacheifern.

#### Zeit des Nationalsozialismus
Nach der Machtübernahme der NSDAP fand am 10. Mai 1933 auf dem Königsplatz eine maßgeblich vom Nationalsozialistischen Deutschen Studentenbund organisierte Bücherverbrennung statt.
Ein Jahr später begann die Umgestaltung Münchens zur „Hauptstadt der Bewegung“. Der von den nationalsozialistischen Machthabern in Königlicher Platz umbenannte Königsplatz wurde durch Paul Ludwig Troost so umgestaltet, dass die Konzeption Karl von Fischers umgekehrt wurde. Sämtliches Grün wurde entfernt. Am östlichen Ende wurden nördlich der Brienner Straße der Führerbau und dazu symmetrisch südlich der Verwaltungsbau der NSDAP errichtet. Anstelle von Fischers Wohnhäusern wurden zwei sogenannte Ehrentempel als gemeinsame Grabanlage für die während des Hitler-Ludendorff-Putsches 1923 ums Leben gekommenen Nationalsozialisten errichtet. Ihre Leichen wurden dorthin überführt und in eisernen Sarkophagen erneut beigesetzt. Um diese als „Blutzeugen der Bewegung“ bezeichneten Toten wurde ein Kult inszeniert, der sie als Märtyrer darstellen sollte.
Der Umbau erweiterte den Königsplatz in seiner Breite erheblich. Durch die Entfernung des Grüns konnte der Königsplatz sich in Richtung der Troostbauten erweitern und wie ein Trichter auf die Ehrentempel hin fokussieren. Damit wurde die Blickrichtung mit 180° umgekehrt. Gleichzeitig wurde der Platz mit 20.000 Granitplatten gepflastert, die bewusst aus allen Teilen NS-Deutschlands stammten. Die vollkommen eben verlegten, einen Quadratmeter großen Platten ließen sowohl die Museumsbauten wie auch die Propyläen sehr deplatziert wirken. Das lag in der Absicht Troosts. Die historischen Bauwerke sollten den Platz nicht mehr dominieren, sondern den Neubauten gleich- oder untergeordnet erscheinen. Gleichzeitig sollte das nationalsozialistische Deutschland im insbesondere von Troost entwickelten monumental-reduzierten Architekturstil zeigen, dass es sich von der alten Ordnung, architektonisch vom klassizistischen Stil Ludwigs I., ableitet, jedoch eine eigene neue Ordnung darstellt, die alles relativiert und hinter sich einordnet. Seitdem wurde der Königsplatz für Aufmärsche und Kundgebungen der NSDAP genutzt. Nach der massiven Umgestaltung mit Granitplatten, die das Regenwasser nicht gut abfließen ließen, bekam er von den Münchnern den Spitznamen „Plattensee“.
Im Zweiten Weltkrieg stellte der Königsplatz während der Luftangriffe wegen seiner großen (und hellen) Freifläche für die anfliegenden Piloten einen markanten Orientierungspunkt dar. Deswegen wurde zur Tarnung auf dem Platz durch ausgelegte große Planen und direkte Bemalung der Platten eine dichte Bebauung vorgetäuscht. Bei den Luftangriffen auf München während des Krieges wurden insbesondere die klassizistischen Bauten schwer beschädigt.

#### Nachkriegszeit
Nach Kriegsende waren die Troostschen Ehrentempel noch erhalten und es gab den Vorschlag, den einen zur Ausstellungshalle und den anderen zum Café umzubauen. Die amerikanische Militärregierung befahl jedoch im Rahmen der Entnazifizierung den Abriss des nationalsozialistischen Denkmals: Am 16. Januar 1947 wurden die Ehrentempel von der US-Armee gesprengt.
Erst 1987/1988 wurden die den Königsplatz bedeckenden Platten entfernt und der Originalzustand vom Beginn des 19. Jahrhunderts so weit wie möglich wiederhergestellt. Einige Granitplatten wurden in der Gemeinde Gräfelfing als Bodenbelag für Fußgängerwege wiederverwendet. Im Vergleich wurde noch einmal der Unterschied zwischen dem nationalsozialistischen Städtebaukonzept und dem Ludwigs I. deutlich. Lediglich die Wohnbauten Karl von Fischers fehlen noch, um den ursprünglichen Eindruck wiederherzustellen. An ihrer Stelle stehen noch die überwachsenen Sockel der Troostschen Ehrentempel. Eine Rekonstruktion der Fischerschen Bauten wird periodisch gefordert, bisher aber nicht ernstlich diskutiert.
Ende der 1990er Jahre wurden die Propyläen, die Antikensammlungen und die Glyptothek instand gesetzt. Die Giebelfigurengruppen wurden dabei durch Kopien ersetzt, ein Teil wurde auf dem Bahnsteig des U-Bahnhofs Königsplatz ausgestellt. Die Glyptothek wurde von Anfang 2019 bis Ende 2021 saniert.

### Bauwerke

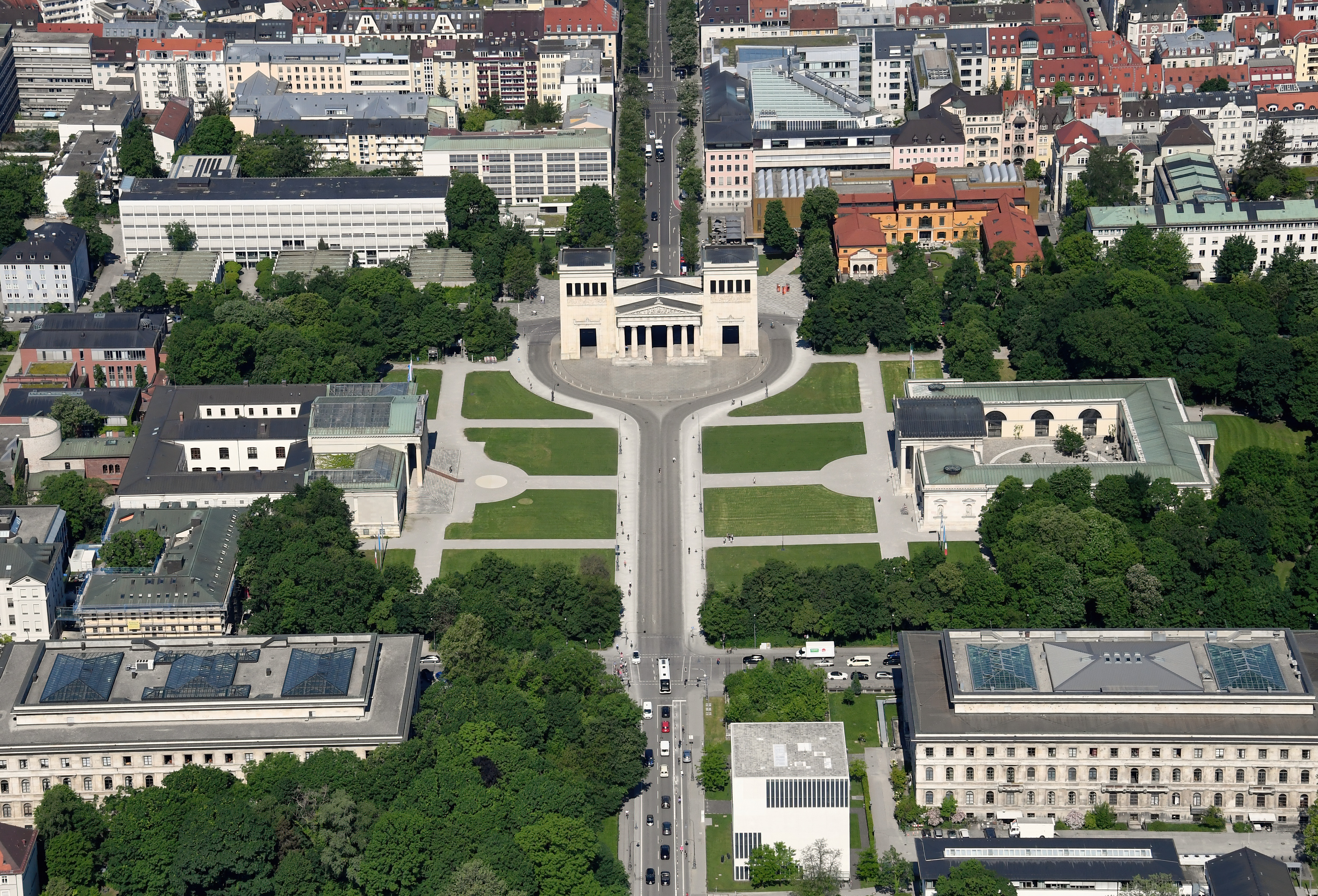
Luftbild des Königsplatzes

#### Gebäude
Auf der Westseite des Königsplatzes erheben sich die Propyläen, die in den Jahren 1848–1862 nach Plänen Leo von Klenzes erbaut wurden, mit Giebelfiguren Ludwig von Schwanthalers (1862). Auf der Nordseite befindet sich die Glyptothek, die 1816–1830 ebenfalls nach Plänen Klenzes errichtet wurde, mit Giebelfiguren Johann Martin von Wagners (1818). Auf der Südseite steht das ehemalige Kunst- und Industrie-Ausstellungsgebäude, welches 1838–1845 nach Entwürfen Georg Friedrich Ziebland erbaut wurde und seit 1967 die Staatlichen Antikensammlungen beherbergt, mit Giebelfiguren Ludwig von Schwanthalers. Dahinter liegt unmittelbar angrenzend  die Benediktinerabtei St. Bonifaz.

#### Architektur
Nach der Griechischen Revolution wurde auf der Londoner Konferenz von 1832 Ludwigs Sohn Otto zum Herrscher im neu geschaffenen Königreich Griechenland bestimmt. Ludwig I. erhoffte sich damit die Gründung einer dauerhaften wittelsbachischen Dynastie in Griechenland. Bereits zuvor und verstärkt durch diese Entwicklung kam Ludwigs Philhellenismus auch in seinen neuen Bauten zum Ausdruck.
Der Königsplatz sollte architektonisch die Verbundenheit des Königreichs Bayern und des Königreichs Griechenland symbolisieren. Die dorischen Propyläen sollten diese Verbindung darstellen und zugleich das Eingangstor zur Zukunft sein. Die ionische Glyptothek sollte Höhepunkt des kulturellen Schaffens in Form eines Tempelbaus sein. Das nach der korinthischen Ordnung gestaltete Gebäude im Süden des Platzes, das heute die Staatlichen Antikensammlungen beherbergt, hieß zu Ludwigs Zeit Kunst- und Industrie-Ausstellungsgebäude der Förderung der Kunst und des Gewerbes und sollte diese Entwicklung in die Gegenwart mit den Fischerschen Bauten in der Ausfahrt zeigen.
Als Ludwig I. 1862 die fertigen Propyläen durchschritt, war diese Symbolik bereits Geschichte geworden: Ludwig hatte 1848 zugunsten seines Sohnes Maximilian II. auf den Thron verzichtet; Otto musste 1862 abdanken, es folgte Georg I. aus dem deutsch-dänischen Haus Schleswig-Holstein-Sonderburg-Glücksburg.

## Nutzung

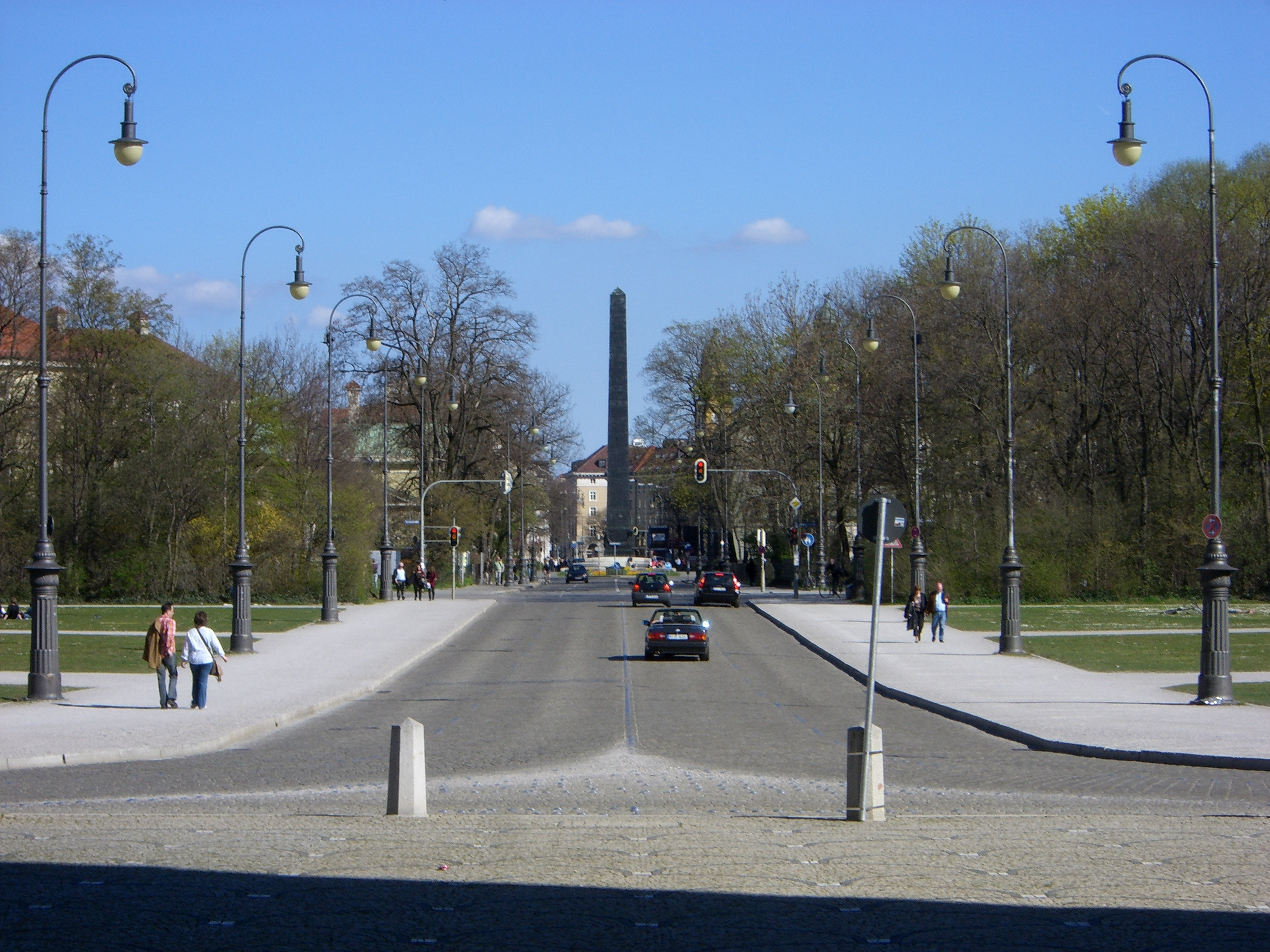
Blick vom Königsplatz durch die Achse der Brienner Straße zum Karolinenplatz

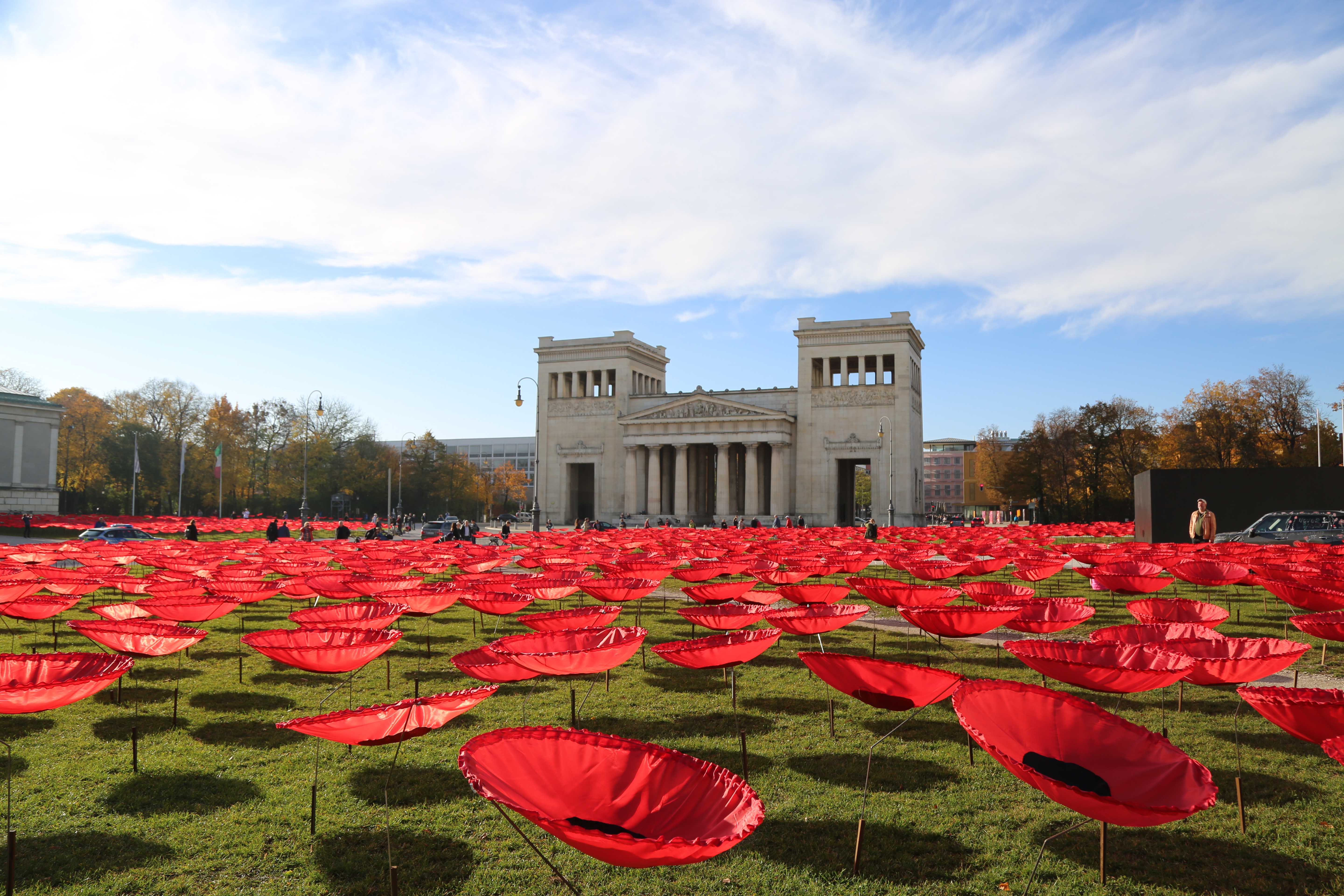
Kunstaktion mit Mohnblumen zum Gedenken an die Toten des Ersten Weltkrieges

### Verkehr
Im Individualverkehr besitzt der Königsplatz keine andere Funktion als die einer Verlängerung der Brienner Straße. Gleichzeitig wird der Verkehr zur Luisenstraße geführt, mit der eine Verbindung zum Hauptbahnhof entsteht.
Im öffentlichen Verkehr ist der Königsplatz durch den U-Bahnhof Königsplatz der Linie U2 angeschlossen.

### Veranstaltungen
- TUNIX (Festival des TU-AStA, seit 1981)
- Oben Ohne Open Air (Festival des Kreisjugendrings, seit 1998)
- Königsplatz Open Air (Konzert mit dem BR-Symphonieorchester, seit 1993; seit 2000 unregelmäßig)
- Kino Open Air
- München liest – aus verbrannten Büchern zur Erinnerung an die Bücherverbrennung vom 10. Mai 1933
- Münchner Sportfestival (Sportveranstaltung des Referats für Bildung und Sport der Landeshauptstadt München)
- München-Marathon (Wettlauf im Oktober, Streckenverlauf über den Königsplatz)

### Einrichtungen
Am Königsplatz:
- Staatliche Antikensammlungen (Königsplatz 1)
- Glyptothek (Königsplatz 3)

In unmittelbarer Nähe:
- Hochschule für Musik und Theater (Arcisstraße 12)
- NS-Dokumentationszentrum (Max-Mannheimer-Platz 1)
- Staatliche Graphische Sammlung (Katharina-von-Bora-Straße 10)
- Museum für Abgüsse Klassischer Bildwerke (Katharina-von-Bora-Straße 10)
- Zentralinstitut für Kunstgeschichte (Katharina-von-Bora-Straße 10)
- Paul-Heyse-Villa (Luisenstraße 22)
- Städtische Galerie im Lenbachhaus (Luisenstraße 33)
- Hochschule für Politik (Richard-Wagner-Str. 1)
- Bayerische Staatssammlung für Paläontologie und Geologie (Richard-Wagner-Str. 10)

### Sonstiges
- Die Fernsehserie Raumpatrouille nutzte den Königsplatz als Kulisse für den Landeplatz des Raumschiffs Orion in der Tiefseebasis 104.
- Der italienische Horrorfilm Suspiria nutzt den Platz in einer Nachtszene.
- 1995 legte der Künstler Wolfram Kastner auf dem Königsplatz einen kreisrunden Brandfleck zur Erinnerung an die Bücherverbrennung durch die Nationalsozialisten an, damit „kein Gras über die Geschichte wächst.“ Die Aktion war vom Stadtrat nach anfänglichem Widerstand genehmigt worden. Eine von Kastner geforderte Erneuerung des Brandflecks wurde in der Folgezeit abgelehnt. Erst 2013, zum 80. Jahrestag der Bücherverbrennung, gestattete der Stadtrat dem Künstler, den Brandfleck wieder anzulegen.[7][8][9]
- Im November 2018 war der Königsplatz Schauplatz einer großen Kunstinstallation des Aktionskünstlers Walter Kuhn. Zum 100. Jahrestag des Endes des Ersten Weltkriegs wurden auf den vier zentralen Grünflächen des Platzes ca. 3500 große rote Mohnblumen aus Kunstseide aufgestellt im Gedenken an die Opfer dieses und aller anderen Kriege der Vergangenheit und in heutiger Zeit. Gleichzeitig sah der Künstler in seiner Aktion auch den Versuch, an die Bedeutung des Platzes zur Zeit des Nationalsozialismus und dessen Verbrechen zu erinnern.[10][11]
- Am 6. Mai 2021 wurde das Mahnmal „Die Schwarze Liste“ des US-amerikanischen Künstlers Arnold Dreyblatt zur Erinnerung an die Bücherverbrennung 1933 auf der Kiesfläche vor den Staatlichen Antikensammlungen eröffnet.[12]
- Im August 2022 war der Königsplatz Austragungsort für die Beachvolleyball- und Klettereuropameisterschaften im Rahmen der 2. European Championships.[13][14]